# Каали-Лийва
Ка́али-Ли́йва (эст. Kaali-Liiva), до 2017 года Ли́йва (эст. Liiva) — деревня в волости Сааремаа уезда Сааремаа, Эстония.
До административной реформы местных самоуправлений Эстонии 2017 года входила в состав волости Пихтла (упразднена).

## География и описание
Расположена в центральной части острова Сааремаа, в 17 км к северо-востоку от уездного и волостного центра — города Курессааре. Высота над уровнем моря — 25 метров.
Климат умеренный. Официальный язык — эстонский. Почтовый индекс — 94144.

## Население
По данным переписи населения 2021 года, в Каали-Лийва насчитывалось 15 жителей, все — эстонцы.
По данным переписи населения 2011 года, в деревне также проживали 15 человек, все — эстонцы.
Численность населения деревни Каали-Лийва по данным переписей населения:
| Год  | 1959 | 1970 | 2000 | 2011 | 2021 |
| ---- | ---- | ---- | ---- | ---- | ---- |
| Чел. | 28   | ↘ 18 | ↘ 14 | ↗ 15 | → 15 |

## История
Деревня Лийва была отделена от поселения Кыльяла (эст. Kõljala) во второй половине 1920-х годов. В 1977—1997 годах она официально была частью деревни Каали. Дополнительную приставку ‘Каали-’ деревня получила в ходе реформы 2017 года, при формировании волости Сааремаа, т. к. в волости уже насчитывалось несколько деревень с названием Лийва.

Советский памятник на братской могиле павших во II мировой войне в Каали-Лийва. Ликвидирован в 2023 году

В 1948 году на находящейся на территории деревни братской могиле советских воинов, павших во Второй мировой войне (исторический памятник с 1997 до 2023 года) был установлен памятник с надписью «Вечная слава героям, павшим в боях за свободу и независимость нашей Родины 1941—1945». Памятник был взорван неизвестными в 2008 году; склеенную из обломков плиту позже заменили на новую. Рабочая группа по советским памятникам (РГСП) при Госканцелярии Эстонии в своём протоколе от 30 ноября 2022 года признала этот памятник «красным монументом», который подлежал замене на нейтральный. Останки 40 человек (согласно советским документам) подлежали перезахоронению. Памятник был демонтирован. В ходе проведённых 8 мая 2023 года раскопок найдены останки 15 красноармейцев, которые были перезахоронены 12 июля на кладбище Сайкла-Нымме (см. Список советских военных памятников Эстонии).

## Комментарии
1. ↑  Эстонские топонимы, оканчивающиеся на -а, не склоняются и не имеют женского рода (исключение — Нарва)[8].